# Tapinoma melanocephalum
Tapinoma melanocephalum é uma espécie de formiga do gênero Tapinoma..